# Thornbury Township (comté de Chester, Pennsylvanie)
Pour les articles homonymes, voir Thornbury Township.
Thornbury Township est un township, situé au centre-est du comté de Chester, aux États-Unis,. En 2010, il comptait une population de 3 017 habitants.

## Démographie
Lors du recensement de 2010, le township comptait une population de 3 017 habitants. Elle est également estimée, en 2016, à 3 146 habitants.

### Source de la traduction
- (en) Cet article est partiellement ou en totalité issu de l’article de Wikipédia en anglais intitulé « Thornbury Township, Chester County, Pennsylvania » (voir la liste des auteurs).